# پروانه روی شانه
پروانه روی شانه (فرانسوی: Un papillon sur l'épaule‎) یک فیلم درام فرانسوی به کارگردانی ژاک دوره است که در سال ۱۹۷۸ منتشر شد. از بازیگران آن می‌توان به لینو ونتورا، لائورا بتی، نیکول گارسیا و کلاودین اوجر اشاره کرد.

## بازیگران
- لینو ونتورا
- لائورا بتی
- نیکول گارسیا
- کلاودین اوجر
- پل کروشا
- ژان بوئیز
- رولان برتان
- اگزاویر دوپرا
- دومینیک لَوَنو
- خوزه لیفانته
- ژاک موری